# Moreira Sales
Moreira Sales ist ein brasilianisches Munizip im Nordwesten des Bundesstaats Paraná. Es hat 11.175 Einwohner (2022), die sich Moreira-Salenser nennen. Seine Fläche beträgt 354 km². Es liegt 499 Meter über dem Meeresspiegel.

## Etymologie
Der Name stammt von João Moreira Salles, dem Besitzer des Landes, auf dem der Ort entstand.

## Geschichte

### Besiedlung
Im Jahr 1950 erwarb João Moreira Salles ein Stück Land in dieser Region. Er beabsichtigte, seinen Besitz zu kolonisieren und gleichzeitig einen Teil seiner Fazenda urbar zu machen, um Kaffee anzubauen. Als ersten Schritt schickte er Eurydes Romano, Joaquim Caetano de Lima, Benedito Mendes Ribeiro, Angelo Lisi, Helio Moreira Salles und José Carlos Moreira Salles in das Gebiet, um das Land zu erschließen.
Als erstes Geschäft wurde 1951 der Armazém Goioerê im Besitz von Nyldes de Arruda eröffnet. 
Nachdem die Ingenieure das Land aufgeteilt hatten, wiesen sie 1952 eine Fläche von 50 Alqueires (120 ha) für die Gründung des Munizips Moreira Sales aus.
Das Stadtgründungsprojekt wurde von Dr. Hélio Bittencourt geleitet, der von Dr. Thelen und Dr. João Ducini unterstützt wurde. Die Comissária Exportadora e Importadora União S.A. war für den Verkauf der Grundstücke zuständig.
Im Jahr 1953 besuchte João Moreira Salles das Dorf. Seit er das Land erworben hatte, war er noch nie dort gewesen. Den Namen gab er der Stadt zu seinen eigenen Ehren.

### Erhebung zum Munizip
Moreira Sales wurde durch das Staatsgesetz Nr. 4245 vom 25. Juli 1960 aus Campo Mourão und Goioerê ausgegliedert und in den Rang eines Munizips erhoben. Es wurde am 30. November 1961 als Munizip installiert.

## Geografie

### Fläche und Lage
Moreira Sales liegt auf dem Terceiro Planalto Paranaense (der Dritten oder Guarapuava-Hochebene von Paraná). Seine Fläche beträgt 354 km². Es liegt auf einer Höhe von 499 Metern.

### Vegetation
Das Biom von Moreira Sales ist Mata Atlântica.

### Klima
Das Klima ist gemäßigt warm. Es werden hohe Niederschlagsmengen verzeichnet (1582 mm pro Jahr). Im Jahresdurchschnitt liegt die Temperatur bei 22,8 °C. Die Klimaklassifikation nach Köppen und Geiger lautet Cfa.

### Gewässer
Moreira Sales liegt im Einzugsgebiet des Rio Piquiri. Der Rio Goioerê bildet die nördliche, sein linker Nebenfluss Rio Água Grande die östliche Grenze des Munizips.

### Straßen
Moreira Sales ist über die PR-468 mit Umuarama im Nordwesten und Goioerê im Süden verbunden.

### Nachbarmunizipien
|         | Cruzeiro do Oeste                           | Tuneiras do Oeste |
| Mariluz | Kompassrose, die auf Nachbargemeinden zeigt | Janiópolis        |
|         | Goioerê                                     |                   |

## Stadtverwaltung
Bürgermeister: Rafael Brito do Prado, MDB (2021–2024)
Vizebürgermeister: Genesio dos Santos Mario, PSB (2021–2024)

## Demografie

### Bevölkerungsentwicklung
| Jahr | Einwohner | Stadt | Land |
| ---- | --------- | ----- | ---- |
| 1970 | 24.007    | 21 %  | 79 % |
| 1980 | 18.939    | 40 %  | 60 % |
| 1991 | 17.004    | 60 %  | 40 % |
| 2000 | 13.395    | 70 %  | 30 % |
| 2010 | 12.606    | 79 %  | 21 % |
| 2021 | 11.175    |       |      |

Quelle: IBGE (2011) und Volkszählung 2022

### Ethnische Zusammensetzung
| Gruppe * | 1991    | 2000    | 2010    | wer sich als …                                                                   |
| --- | ------- | ------- | ------- | -------------------------------------------------------------------------------- |
| Weiße | 73,9 %  | 54,6 %  | 49,9 %  | weiß bezeichnet                                                                  |
| Schwarze | 2,0 %   | 2,5 %   | 5,0 %   | schwarz bezeichnet                                                               |
| Gelbe | 0,2 %   | 0,3 %   | 0,6 %   | von fernöstlicher Herkunft wie japanisch, chinesisch, koreanisch etc. bezeichnet |
| Braune | 23,7 %  | 42,5 %  | 44,5 %  | braun oder als Mischung aus mehreren Gruppen bezeichnet                          |
| Indigene | 0,0 %   | 0,0 %   | 0,0 %   | Ureinwohner oder Indio bezeichnet                                                |
| ohne Angabe | 0,3 %   | 0,1 %   | 0,0 %   |                                                                                  |
| Gesamt | 100,0 % | 100,0 % | 100,0 % |                                                                                  |
| *) Das IBGE verwendet für Volkszählungen ausschließlich diese fünf Gruppen. Es verzichtet bewusst auf Erläuterungen. Die Zugehörigkeit wird vom Einwohner selbst festgelegt. |         |         |         |                                                                                  |

Quelle: IBGE (Stand: 1991, 2000 und 2010)